# Вольность (ода)
«Во́льность» — юношеское стихотворение (ода) Александра Пушкина, написанное, предположительно, в ноябре или декабре 1817 года   и послужившее одной из причин четырёхлетней ссылки поэта на юг России. Несмотря на то, что при жизни Пушкина ода официально не публиковалась, в ту пору она была известна в литературных и революционных кругах. Известно, что стихотворение было найдено в вещах декабристов. Впервые официально ода напечатана в 1856 году Александром Герценом в Лондоне в альманахе «Полярная звезда». По оценке историков и литературоведов, ода «Вольность» является начальной точкой политической поэзии Пушкина и одним из первых революционных стихотворений.

## История
«В то время когда начинались первые сходки русских тайных революционных обществ, 18-летний Пушкин написал свое знаменитое стихотворение "Вольность", которое, конечно, не подлежало печати (позже оно вместе с несколькими другими опасными сочинениями явилось причиной высылкой поэта из столицы»).Н. Эйдельман, Мгновенье славы настает...
В 1817 году, после окончания обучения в Царскосельском лицее, 18-летний Пушкин зачисляется в Коллегию иностранных дел. В это время молодой поэт начинает активно интересоваться общественной и литературной жизнью северной столицы, например, он посещает собрания литературного кружка «Арзамас», вступает в объединение «Зеленая лампа», куда также входили декабристы. Данный петербургский период Пушкина литературовед Николай Скатов оценивает как «наиболее вольнолюбивый, собственно гражданский, самый „политический“». 
По словам советского историка литературы Максима Гиллельсона, после выпуска из лицея Пушкин часто гостил у арзамасцев Николая и Александра Тургеневых: «из людей, которые были его старее, всего чаще посещал Пушкин братьев Тургеневых». Как рассказывает мемуарист и знакомый Пушкина Филипп Вигель, свою знаменитую оду поэт написал именно у них, в квартире Тургеневых, которая окнами выходила к Михайловскому замку, где был убит император Павел I:
...к ним, то есть к меньшому, Николаю, собирались нередко высокоумные молодые вольнодумцы. Кто-то из них, смотря в открытое окно на пустой тогда, забвенью брошенный дворец, шутя, предложил Пушкину написать на него стихи.
Сам Николай Тургенев в письме Петру Бартеневу сообщал:
У меня никаких писем Пушкина не было и нет. Есть стихи его рукою написанные, например, ода «Вольность», которую он в половине сочинил в моей комнате, ночью докончил и на другой день принёс ко мне написанную на большом листе.

## Мнения современников
По словам Гиллельсона, стихотворение «ошеломило» Тургеневых, которые до этого считали поэта легкомысленным и изнеженным. Писатель Аркадий Полонский рассказывает, что стихотворение Пушкина не на шутку разволновало петербургское общество. Например, русский поэт Фёдор Тютчев в 1820 году ответил Пушкину своим стихотворением «К оде Пушкина Вольность», которое по цензурным соображениям не было издано, написав такие строки:
Певец! Под царскою парчою 
Своей волшебною струною 
Смягчай, а не тревожь сердца!..

### Реакция власти и высылка Пушкина из Петербурга

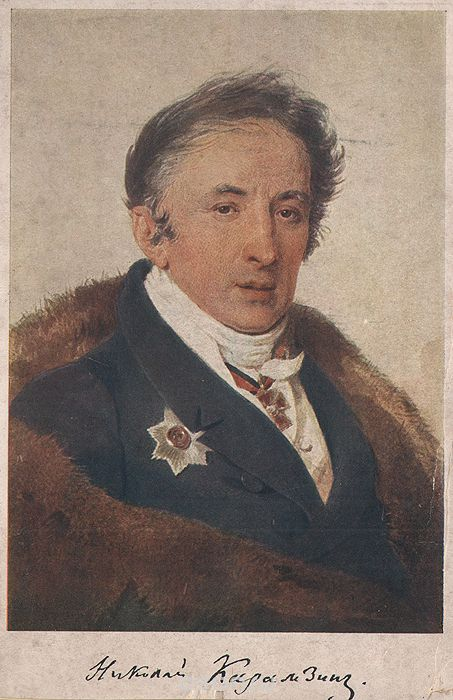
Николай Карамзин

Известно о реакции русского историка Николая Карамзина в письме сенатору Ивану Дмитриеву, датированное 19 апреля 1820 года:
Над здешним поэтом Пушкиным если не туча, то по крайней мере облако, и громоносное: служа под знаменами либералов, он написал и распустил стихи на вольность, эпиграммы на властителей и пр. Это узнала полиция.
Советский и эстонский литературовед Павел Рейфман в своей работе «Цензура в дореволюционной, советской и постсоветской России» пишет, что Пушкин просил Кармазина заступиться за него и пообещал на два года не выпускать ничего антиправительственного. Карамзин в дальнейшем писал:
Хотя я уже давно, истощив все способы образумить эту беспутную голову, предал несчастного Року и Немезиде, однакож, из жалости к таланту, замолвил слово, взяв с него обещание уняться.
Усилия друзей Пушкина не прошли даром. Поэту избрали, как выражается Рейфман «облегченную форму наказания», и 6 мая 1820 года он выехал из Петербурга на юг. Рейфман пишет, что в служебном письме к Пушкину от императора Александра I главной виной поэта, из-за которой его отправляют в ссылку, указана ода «Вольность».

### Популярность в декабристских кругах
Володимир Стратен в работе «Одесский список оды „Вольность“» пишет, что воцарившаяся в то время на юге и на севере России «всеобщая атмосфера вольнодумства, тайных обществ и политических прожектов» питала у всякого интерес к политическим стихам Пушкина. По словам Стратена, со ссылкой на декабриста и лицейского друга Пушкина Ивана Пущина, а также учителя Пушкина Василия Жуковского, ода пользовалась широкой популярностью у декабристов:
Тогда везде, говорит Пущин, «ходили по рукам, переписывались, читались наизусть его „Деревня“, „Ода на свободу“, „Ура! в Россию скачет“… и другие мелочи в том-же духе». И прежде всего эти стихи ходили по рукам «действовавших», по выражению Жуковского, каким был декабрист Пущин.

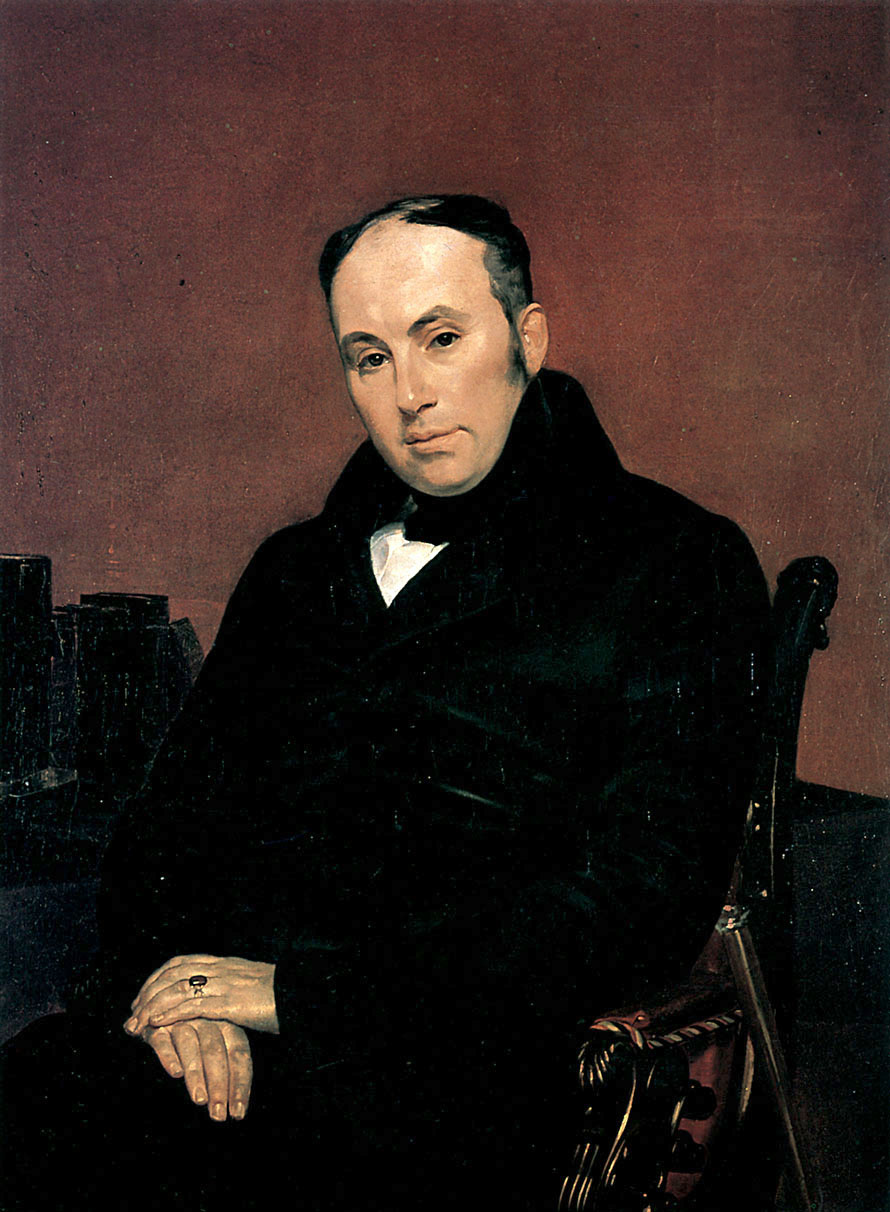
Василий Жуковский

В связи с этим Жуковский беспокоился за своего ученика и в 1826 году написал ему письмо о том, что у декабристов находились «вольнодумные политические стихи» поэта и предупреждал Пушкина, что это может не понравиться царской власти:
Ты ни в чём не замешан — это правда; но в бумагах каждого из действовавших находятся стихи твои. Это худой способ подружиться с правительством.
Как указывает Стратен, пушкинская ода расхаживала по тайным организациям в Одессе во многих версиях:
Несомненно, что в Одессе и крае ходило по рукам много списков оды «Вольность», особенно среди указанной горячей молодежи
Например, во время следственных действий стихотворение было найдено у разночинца Аристова, который вместе с Сухачёвым и Радуловым создал кружок «Храм общества независимых». По словам Стратена, аристовские вольнодумцы занимались «политическими мечтаниями и планами», были против монархизма, а также хранили у себя перевод «Декларации прав человека и гражданина». В своих показаниях Аристов говорил, что сам от руки переписал оду Пушкина:  
Ода на свободу, известное сочинение – как говорят – Александра Пушкина, оная написана моею рукою с рукописной для одного любопытства. 
Также известно, что стихотворение, под несколько иным названием — «Ода вольности», было найдено у жителя Феодосии, итальянца и дворянина Анжело Галеры, о чём упомянуто в его деле следующим образом:
Среди бумаг Галеры имеются „стихи весьма дерзкие"
Во время следственных действий декабристы признавали, что такие работы Пушкина как «Вольность» и «Кинжал» формировали их сознание. По словам журналиста и писателя В. Смирнова-Ульяновского, политическая поэзия Пушкина «расходилась по рукам среди либеральной молодежи и укрепляла оппозиционное настроение».

## Оценки историков и литературоведов

Юлиан Оксман

Литературовед Юрий Лотман называет версию написания поэмы в квартире Тургеневых у Михайловского замка «правдоподобной биографической легендой». Пушкинист Борис Томашевский считает, что мемуары Вигеля «нуждаются в проверке» из-за склонности автора к театрализации представлений. Литературовед Юлиан Оксман оценивает рассказ Вигеля, как «явно неточный в подробностях и тенденциозно-легкомысленный».

### Вопрос о датировке
Вопрос о дате написания оды остаётся для историков и пушкинистов дискуссионным. Сам Пушкин в своём беловом автографе оды указал год написания 1817. Эту же дату поэт использовал в своём сочинении «Воображаемый разговор с Александром I», написанное в 1824 – начале 1825 г., однако впоследствии он её зачеркнул.
Первая официальная публикация оды «Вольность» состоялась в 1856 году в сборнике «Полярная звезда», который издавал публицист и революционер Александр Герцен, однако никакой датой написания она не сопровождалась.
Филлип Вигель в своём рассказе о написание оды обозначает дату её создания 1820 год. Эту же дату использует издатель-редактор Николай Гербель, который в 1861 году опубликовал оду в сборнике «Стихотворения А. С. Пушкина». Литературовед-пушкинист Петр Морозов в своем собрании сочинений Пушкина тоже использует дату 1820 год.
Некоторые исследователи полагают, что ода была написана в 1819 году, например, эта дата используется в мемуарах историка и дипломата Дмитрия Свербеева. Литературовед Николай Лернер в книге «Труды и дни Пушкина» относит создание оды к началу июля 1819 года. Вячеслав Якушкин в Академическом издании сочинений Пушкина пишет, что ода была создана в начале июля 1819 года, однако позднее ознакомившись с беловым автографом Пушкина, признал дату написания 1817 год. Доктор исторических наук В. В. Пугачёв называет дату написания оды декабрь 1818 года или начало января 1819 г. Поэт Валерий Брюсов в первом советском издании полного собрания стихотворений Пушкина, изданным в 1920 году, указывает дату 1817 год, при этом Брюсов добавил к дате знак вопроса.

Бывший узник ГУЛАГА, советский литературовед и пушкинист Юлиан Оксман критично относится к дате 1817 год, отмечая тот факт, что никаких свидетельств о создании оды в этом году нет. По его словам, для исследователей декабризма и «русской подпольной агитационно-пропагандистской литературы», пушкинская поэма считается несуществующей до того самого момента, когда оказывается у руководства Союза благоденствия, то есть до середины 1819 года:
Мы не знаем не только ни одного текста оды «Вольность», относящегося к 1817 году, но и ни одного упоминания о ней в документах этой поры — ни в официальных, ни в частных. Ни строки нет об оде и в бумагах самого Пушкина 1817 г., и в переписке его современников. Мы имеем в виду свидетельства как прямые, так и косвенные.
Дата 1817 год, по словам Оксмана, связана с «позднейшими автопризнаниями» самого Пушкина, который относил написание оды к годам своей юности. Литературовед считает, что этим поэт хотел снять с себя политическую и литературную ответственность за её вызывающий дух. Литературовед-пушкинист Петр Морозов тоже полагает, что Пушкин «хотел смягчить резкое впечатление своей оды, представив ее произведением „детским“, написанным уже давно».

### Влияние Великой французской революции
По словам литературоведа Георгия Фридлендера, Пушкин всегда интересовался Великой французской революцией, и не раз обращался к ней в своих работах. Ода «Вольность» является наиболее ранним произведением поэта, где он её упоминает. Фридлендер отмечает тот факт, что детство и юность Пушкина пришлись на наполеоновскую эру, время, когда режим Наполеона оценивался как исторический результат предшествовавших революционных событий, и потому отчасти мог отбрасывать тень и на саму революцию. В пушкинской оде казнь Людовика XVI, одно из центральных событий французской революции, рассматривается как «непосредственный пролог к воцарению "тирана"». Для Пушкина казненный король – мученик, в его убийстве он видит нарушение «закона» (общественный договор между монархом и нацией) и возлагает вину на восставший народ, в то же время считая, что за падением Людовика есть и «славные ошибки» его предков.

Фридлендер считает, что в оде «Вольность, а также в ряде других стихотворений, в числе которых «Деревня», «Чаадаеву», «Кинжал», Пушкин выступает как «поэт-гражданин», осуждающий в равной степени как тиранию самодержавия, так и революционный террор. Пушкин выше всего чтит «власть Закона», и осознаёт, что крепостное право является унижением не только для крестьян, но также и для их владельцев, а также то, что политическая и гражданская свободы между собой прочно связаны:
Без освобождения крестьянства и уничтожения крепостного права невозможна и свобода дворянства, нормальное развитие русского общества и государства.
Пушкинский «общественный-политический идеал» заключается, как считает Фридлендер, в равенстве граждан перед «лицом мощных государственных законов, крепко сочетающихся воедино со святой вольностью».

Советский и русский литературовед Николай Скатов в работе «Ода А. С. Пушкина Вольность в свете событий Великой французской революции» пишет, что работа Пушкина — это «первое самое значительное произведение поэта, написанное после Лицея», и что невозможно понять поэму, не учитывая Великую французскую революцию и последующие за ней события. По словам Скатова:
Пушкинская лирика не либеральная, она именно свободолюбивая: всем строем несёт она дух вольности и никогда — своеволия.
Советский и эстонский литературовед Павел Рейфман в своей работе «Цензура в дореволюционной, советской и постсоветской России» пишет, что поэма не содержит революционных идей, как это изображали в советское время. Рейфман считает, что поэма направлена против деспотизма, в том числе и революционного:
Главная её идея — необходимость соблюдения законов всеми, не исключая властителей, коронованных и некоронованных.
Рейфман, как и Скатов, видит в поэме связь с Великой Французской революцией. Он пишет, что в работе «оживают» такие события, как казнь Людовика XVI, якобинский террор, самовластие Наполеона.

### Участие в кружке «Арзамас»
Доктор исторических наук В. В. Пугачёв в своей работе «К вопросу о политических взглядах А. С. Пушкина до восстания декабристов» считает, что на Пушкина в тот момент оказывали влияния декабристские настроения в обществе, в особенности он считает, что Н. И. Тургенев послужил главным вдохновением для Пушкина на написание оды. Советский историк литературы Максим Гиллельсон так же считает, что речи Тургенева на собраниях членов кружка «Арзамас» повлияли на Пушкина. Литературовед Юрий Лотман пишет, что ода Пушкина перенимала «политические концепции» Союза Благоденствия и отражала точки зрения Николая Тургенева.
Доктор исторических наук В. В. Пугачёв в своей работе «Предыстория Союза Благоденствия и пушкинская ода «Вольность»» называет оду  «программно-прокламационным стихотворением», чьи чёткие политические лозунги полностью совпадали с политической платформой Союза Благоденствия.
Советский историк Милица Нечкина в работе «К вопросу о формировании политического мировоззрения молодого Пушкина» называет поэму Пушкина, равно как и стихотворение «К Чаадаеву», политическим произведением. Она указывает, что преддекабристкая организация Священная артель влияла на сознание поэта и отмечает, что в целом «вся русская действительность, русское общественное движение, русская жизнь», «идейная атмосфера» последних и пост-лицейских лет заряжала Пушкина и двигала его политическое взросление.